# Milovice (ort i Tjeckien, Södra Mähren)
Milovice är en ort i Tjeckien.   Den ligger i regionen Södra Mähren, i den sydöstra delen av landet, 220 km sydost om huvudstaden Prag. Milovice ligger 178 meter över havet och antalet invånare är 463. Den ligger vid sjön Vodní Nádrž Nové Mlýny.
Terrängen runt Milovice är platt österut, men västerut är den kuperad. Runt Milovice är det ganska tätbefolkat, med 67 invånare per kvadratkilometer. Närmaste större samhälle är Břeclav, 17,0 km sydost om Milovice. Trakten runt Milovice består till största delen av jordbruksmark.